# Juninho
Antônio Augusto Ribeiro Reis Júnior, im deutschsprachigen Raum allgemein bekannt als Juninho, in Südamerika und Frankreich auch als Juninho Pernambucano bekannt (* 30. Januar 1975 in Recife), ist ein ehemaliger brasilianischer Fußballspieler, der seit 2007 zudem die französische Staatsbürgerschaft besitzt.
Juninho war ein Mittelfeldspieler, der besonders für seine Torgefährlichkeit bei Freistößen bekannt war. 44 seiner 100 Treffer für Olympique Lyon erzielte er per Freistoß.

## Karriere

### Vereine
Juninho begann seine Karriere 1991 bei seinem Heimatverein Sport Recife. Anschließend spielte er von 1995 bis 2001 bei CR Vasco da Gama.
Ab 2001 war er in Frankreich für Olympique Lyon tätig. Dort gewann er sieben Mal die französische Meisterschaft. Trotz eines gültigen Vertrags durfte er wegen seiner großen Verdienste für den französischen Spitzenclub den Verein ablösefrei verlassen. In seinem 300. und letzten Spiel schoss er sein insgesamt 100. Tor für Lyon.
Juninho wechselte daraufhin zum katarischen Klub Al-Gharafa, wo er einen Zweijahresvertrag erhielt.
Zur Saison 2010/11 kehrte er zum brasilianischen Erstligisten Vasco da Gama zurück, für den er sein Debüt am 6. Juli 2011 im Spiel gegen Corinthians Paulista unter Trainer Ricardo Gomes gab. In diesem Spiel erzielte er seinen ersten Treffer für Vasco da Gama. Weil er nach einem Spiel gegen Ponte Preta erst in die Umkleidekabine statt direkt zur Dopingkontrolle ging, wurde er vom brasilianischen Sportgericht verwarnt.
Im Dezember 2012 gab der US-amerikanische Major-League-Soccer-Klub New York Red Bulls die Verpflichtung von Juninho zum 1. Januar 2013 bekannt. Nach einem halben Jahr wechselte er zu Vasco da Gama zurück.
Am 31. Januar 2014 beendete Juninho im Alter von 39 Jahren seine aktive Fußballkarriere nach 22 Jahren.
Zur Saison 2019/20 kehrte er als Sportdirektor zu Olympique Lyon zurück.

### Nationalmannschaft
Sein Debüt im Nationalteam feierte Juninho am 28. März 1999. Während er bei der Copa América 2004 nicht dabei war, gehörte er beim Konföderationen-Pokal 2005 und bei der Weltmeisterschaft 2006 zum Stamm der brasilianischen Nationalmannschaft, aus der er 2006 zurücktrat. 40 Länderspiele hatte er seit 1999 bestritten und dabei 6 Tore erzielt. In der Nationalmannschaft stand Juninho meist im Schatten Ronaldinhos. Bei Freistößen war Juninho oft der erste Schütze im Nationalteam, in einem Kader diverser anderer gefährlicher Schützen wie z. B. Ronaldinho, Roberto Carlos, Júlio Baptista oder Kaká.

## Erfolge
Nationalmannschaft
- Konföderationen-Pokal: 2005

Sport Recife
- Staatsmeisterschaft von Pernambuco: 1994
- Copa do Nordeste: 1994

CR Vasco da Gama (1994–2001, 2011–2012)
- Brasilianischer Meistertitel: 1997, 2000
- Staatsmeisterschaft von Rio de Janeiro: 1998
- Copa Libertadores: 1998
- Torneio Rio-São Paulo: 1999
- Copa Mercosur: 2000
- Trophée Palma de Majorque: 1995
- Copa do Brasil: 2011

Olympique Lyon (2001–2009)
- Französischer Meister: 2001/02, 2002/03, 2003/04, 2004/05, 2005/06, 2006/07, 2007/08
- Französischer Pokalsieger: 2007/08
- Französischer Supercupsieger: 2002, 2003, 2004, 2005, 2006, 2007

Al-Gharafa Sprts Club (2009–2011)
- Katarischer Meistertitel: 2010

## Auszeichnungen
- Silberner Ball (Brasilien): 2000
- Ligue-1-Spieler des Jahres: 2006
- Spieler des Monats der Ligue 1 (3): Februar 2005, März 2005 und Oktober 2006

## Saisonstatistik
| Verein             | Liga               | Saison          | Liga   | Liga | Nat. Pokal | Nat. Pokal | Int. Pokal | Int. Pokal | Regional | Regional | Andere | Andere | Gesamt | Gesamt |
| Verein             | Liga               | Saison          | Spiele | Tore | Spiele     | Tore       | Spiele     | Tore       | Spiele   | Tore     | Spiele | Tore   | Spiele | Tore   |
| ------------------ | ------------------ | --------------- | ------ | ---- | ---------- | ---------- | ---------- | ---------- | -------- | -------- | ------ | ------ | ------ | ------ |
| Sport Recife       | Série A            | 1994            | 25     | 8    | –          | –          | –          | –          | –        | –        | –      | –      | 25     | 8      |
| Gesamt             | Gesamt             | Gesamt          | 25     | 8    | –          | –          | –          | –          | –        | –        | –      | –      | 25     | 8      |
| CR Vasco da Gama   | Série A            | 1995            | 21     | 3    | –          | –          | –          | –          | 7        | 0        | –      | –      | 28     | 3      |
| CR Vasco da Gama   | Série A            | 1996            | 15     | 7    | –          | –          | 3          | 0          | 27       | 7        | –      | –      | 45     | 14     |
| CR Vasco da Gama   | Série A            | 1997            | 18     | 4    | –          | –          | 4          | 1          | 28       | 2        | –      | –      | 50     | 7      |
| CR Vasco da Gama   | Série A            | 1998            | 18     | 3    | –          | –          | 8          | 2          | 6        | 0        | 1      | 1      | 33     | 6      |
| CR Vasco da Gama   | Série A            | 1999            | 21     | 2    | –          | –          | 6          | 1          | 31       | 9        | –      | –      | 58     | 12     |
| CR Vasco da Gama   | Série A            | 2000            | 17     | 5    | –          | –          | 14         | 2          | 16       | 5        | 4      | 0      | 51     | 12     |
| Gesamt             | Gesamt             | Gesamt          | 110    | 24   | –          | –          | 35         | 6          | 115      | 23       | 5      | 1      | 265    | 54     |
| Olympique Lyon     | Ligue 1            | 2001/02         | 29     | 5    | 2          | 0          | 8          | 2          | –        | –        | 1      | 0      | 40     | 7      |
| Olympique Lyon     | Ligue 1            | 2002/03         | 31     | 13   | 1          | 0          | 8          | 1          | –        | –        | 2      | 0      | 42     | 14     |
| Olympique Lyon     | Ligue 1            | 2003/04         | 32     | 10   | 3          | 2          | 10         | 5          | –        | –        | 1      | 0      | 46     | 17     |
| Olympique Lyon     | Ligue 1            | 2004/05         | 32     | 13   | 2          | 1          | 9          | 2          | –        | –        | 2      | 0      | 45     | 16     |
| Olympique Lyon     | Ligue 1            | 2005/06         | 32     | 9    | 4          | 1          | 8          | 4          | –        | –        | –      | –      | 44     | 14     |
| Olympique Lyon     | Ligue 1            | 2006/07         | 31     | 10   | 2          | 1          | 7          | 1          | –        | –        | 2      | 0      | 42     | 12     |
| Olympique Lyon     | Ligue 1            | 2007/08         | 32     | 8    | 4          | 2          | 8          | 3          | –        | –        | 2      | 0      | 46     | 13     |
| Olympique Lyon     | Ligue 1            | 2008/09         | 29     | 7    | 2          | 1          | 7          | 3          | –        | –        | 2      | 0      | 40     | 11     |
| Gesamt             | Gesamt             | Gesamt          | 248    | 75   | 19         | 7          | 65         | 18         | –        | –        | 12     | 0      | 344    | 100    |
| Al-Gharafa SC      | Qatar Stars League | 2009/10         | 20     | 6    | 5          | 3          | 6          | 0          | –        | –        | 2      | 0      | 33     | 9      |
| Al-Gharafa SC      | Qatar Stars League | 2010/11         | 19     | 8    | 6          | 2          | 5          | 0          | –        | –        | 2      | 2      | 32     | 12     |
| Gesamt             | Gesamt             | Gesamt          | 39     | 14   | 11         | 5          | 11         | 0          | –        | –        | 4      | 2      | 65     | 21     |
| CR Vasco da Gama   | Série A            | 2011            | 21     | 4    | –          | –          | 5          | 1          | –        | –        | –      | –      | 26     | 5      |
| CR Vasco da Gama   | Série A            | 2012            | 29     | 7    | –          | –          | 7          | 2          | 13       | 4        | –      | –      | 49     | 13     |
| Gesamt             | Gesamt             | Gesamt          | 50     | 11   | –          | –          | 12         | 3          | 13       | 4        | –      | –      | 75     | 18     |
| New York Red Bulls | MLS                | 2013            | 13     | 0    | 2          | 0          | –          | –          | –        | –        | –      | –      | 15     | 0      |
| Gesamt             | Gesamt             | Gesamt          | 13     | 0    | 2          | 0          | –          | –          | –        | –        | –      | –      | 15     | 0      |
| CR Vasco da Gama   | Série A            | 2013            | 21     | 2    | 1          | 0          | –          | –          | –        | –        | –      | –      | 22     | 2      |
| Gesamt             | Gesamt             | Gesamt          | 21     | 2    | 1          | 0          | –          | –          | –        | –        | –      | –      | 22     | 2      |
| Karriere Gesamt    | Karriere Gesamt    | Karriere Gesamt | 504    | 134  | 33         | 13         | 130        | 28         | 128      | 27       | 21     | 3      | 816    | 205    |

## Sonstiges
Juninho sprach sich anlässlich der Präsidentschaftswahl in Brasilien 2018 gegen den rechtsgerichteten Kandidaten Jair Bolsonaro aus.